# Robert Ressler
Robert Kenneth Ressler, född 21 februari 1937 i Chicago, död 5 maj 2013 i Spotsylvania County, var en profilerare från USA. Han arbetade på FBI mellan 1970 och 1990, och skapade då gärningsmannaprofiler för flera mördare, bland annat Ted Bundy. Han myntade också termen seriemördare.

## Fotnoter
1. 1 2  Babelio, Babelio författar-ID: 190572.[källa från Wikidata]
2. ↑  Gemeinsame Normdatei, läst: 19 december 2014.[källa från Wikidata]